# Lake Aberdeen (Washington)
Der Lake Aberdeen ist ein kleiner Stausee im Grays Harbor County, US-Bundesstaat  Washington. Er befindet sich östlich des Zentrums von Aberdeen inmitten einer kleinen Exklave der Stadt. 
Ein Erddamm staut den Van Winkle Creek und andere kleine Bäche, ein Großteil des Wassers wird jedoch durch einen Tunnel vom Wynoochee River hergeleitet.
Neben der Versorgung von Industriebetrieben mit Wasser werden im  Lake Aberdeen auch Regenbogenforellen – der Staatsfisch Washingtons – gezüchtet.